# Rudolf Fink
Rudolf Fink (* 29. Mai 1913 in Augsburg; † 20. September 1980 in München) war ein deutscher Fußballspieler, der für den FC Bayern München zwischen 1934 und 1950 im Tor zum Einsatz kam.

## Karriere
Fink gehörte mit 21 Jahren dem Kader des FC Bayern München an, für den er in der Gauliga Bayern ab der Saison 1934/45 erstmals zum Einsatz kam. Außer in Punktspielen kam er auch zweimal in Spielen um den Tschammerpokal, dem Vorläufer des DFB-Pokal-Wettbewerbs, zum Einsatz. Am 28. August 1938 hütete er das Tor beim 7:0-Sieg gegen Union Böckingen in der 1. Schlussrunde; in der 2. Schlussrunde musste er sich mit seiner Mannschaft in Mannheim dem VfR mit 1:2 geschlagen geben. Gegen diese Mannschaft schied er mit dem FC Bayern München auch am 16. April 1944 in der 1. Runde um die deutsche Meisterschaft – ebenfalls mit 1:2, diesmal nach Verlängerung – aus.
Nach dem Ende des Zweiten Weltkrieges setzte er seine Karriere in der bereits 1945 – und in Deutschland als erste Oberliga – neu gegründeten Oberliga Süd fort. In der Saison 1945/46 bestritt er 27 von 30 Punktspielen, in der seinerzeit höchsten deutschen Spielklasse.
1946/47 absolvierte er 30 von 38 Punktspielen und belegte mit den Bayern den elften Tabellenplatz. In seiner letzten Oberligasaison trug er mit 33 von 38 Punktspielen zum vierten Tabellenplatz bei. Ferner bestritt er insgesamt 27 Freundschaftsspiele, seine letzten fünf in den Spielzeiten 1948/49 und 1949/50, in denen er keine weiteren Oberligaspiele hinzufügen konnte. Anschließend beendete er mit 37 Jahren seine aktive Fußballerkarriere.